# Matã I
Matã I (Mattan I), Mitim I (Mittin I) ou Mategeno foi rei de Tiro e Sidom, pela qual tenha reinado entre 904 a.C. até 895 a.C.. Sucedeu a seu pai Baal-Eser II e foi sucedido por seu filho Pigmalião de Tiro. A informação principal sobre Matã I vem de uma citação de Flávio Josefo sobre o autor fenício, Menandro de Éfeso em Contra Apião. Aqui se diz que Badezor (Baal-Eser II) "foi sucedido por Mategeno (Matã I), seu filho": "Ele viveu trinta e dois anos e reinou nove anos e Pigmalião o sucedeu".[carece de fontes?]